# 乗鞍
乗鞍（のりくら）は、愛知県名古屋市緑区の町名。現行行政地名は乗鞍一丁目から乗鞍三丁目。住居表示未実施。

## 地理
名古屋市緑区北東部に位置し、東は鶴が沢一丁目、西は鳴海町（字黒石）、南は鳴丘一～二丁目・細口三丁目、北は黒沢台四～五丁目・元徳重一丁目、南東は徳重一・五丁目に接する。

### 池沼
- 要池

### 河川
- 神沢川

## 歴史

### 町名の由来
鳴海町の小字名「乗鞍（じょうあん）」による。江戸期には「常安」と表記されており、やがて「乗鞍」が使われるようになった。記録には残っていないが「常安」という名の寺か堂があったことが由来と言われている。

### 行政区画の変遷
- 1982年（昭和57年）5月15日 - 緑区鳴海町の一部より、同区乗鞍一～二丁目が成立[1]。
- 1986年（昭和61年）12月14日 - 鳴海町の一部を一丁目へ編入[1]。
- 2008年（平成20年）11月1日 - 鳴海町（字乗鞍の全域および黒石の一部）の一部より、乗鞍三丁目が成立[WEB 5]。
- 2017年（平成29年）11月11日 - 二丁目の一部が元徳重一丁目となる[WEB 6]。

## 世帯数と人口
2019年（平成31年）3月1日現在の世帯数と人口は以下の通りである。
| 丁目       | 世帯数    | 人口    |
| ---------- | --------- | ------- |
| 乗鞍一丁目 | 656世帯   | 1,498人 |
| 乗鞍二丁目 | 324世帯   | 791人   |
| 乗鞍三丁目 | 61世帯    | 108人   |
| 計         | 1,041世帯 | 2,397人 |

### 人口の変遷
国勢調査による人口の推移
| 1995年（平成7年）  | 2,062人 | [ WEB 7 ]  |  |
| 2000年（平成12年） | 2,138人 | [ WEB 8 ]  |  |
| 2005年（平成17年） | 2,201人 | [ WEB 9 ]  |  |
| 2010年（平成22年） | 2,205人 | [ WEB 10 ] |  |
| 2015年（平成27年） | 2,350人 | [ WEB 11 ] |  |

## 学区
市立小・中学校に通う場合、学校等は以下の通りとなる。また、公立高等学校に通う場合の学区は以下の通りとなる。
| 丁目       | 小学校                                    | 中学校               | 高等学校 |
| ---------- | ----------------------------------------- | -------------------- | -------- |
| 乗鞍一丁目 | 名古屋市立常安小学校                      | 名古屋市立扇台中学校 | 尾張学区 |
| 乗鞍二丁目 | 名古屋市立徳重小学校 名古屋市立常安小学校 | 名古屋市立扇台中学校 | 尾張学区 |
| 乗鞍三丁目 | 名古屋市立常安小学校                      | 名古屋市立扇台中学校 | 尾張学区 |

## 施設

### 乗鞍一丁目
- 名古屋市立常安小学校

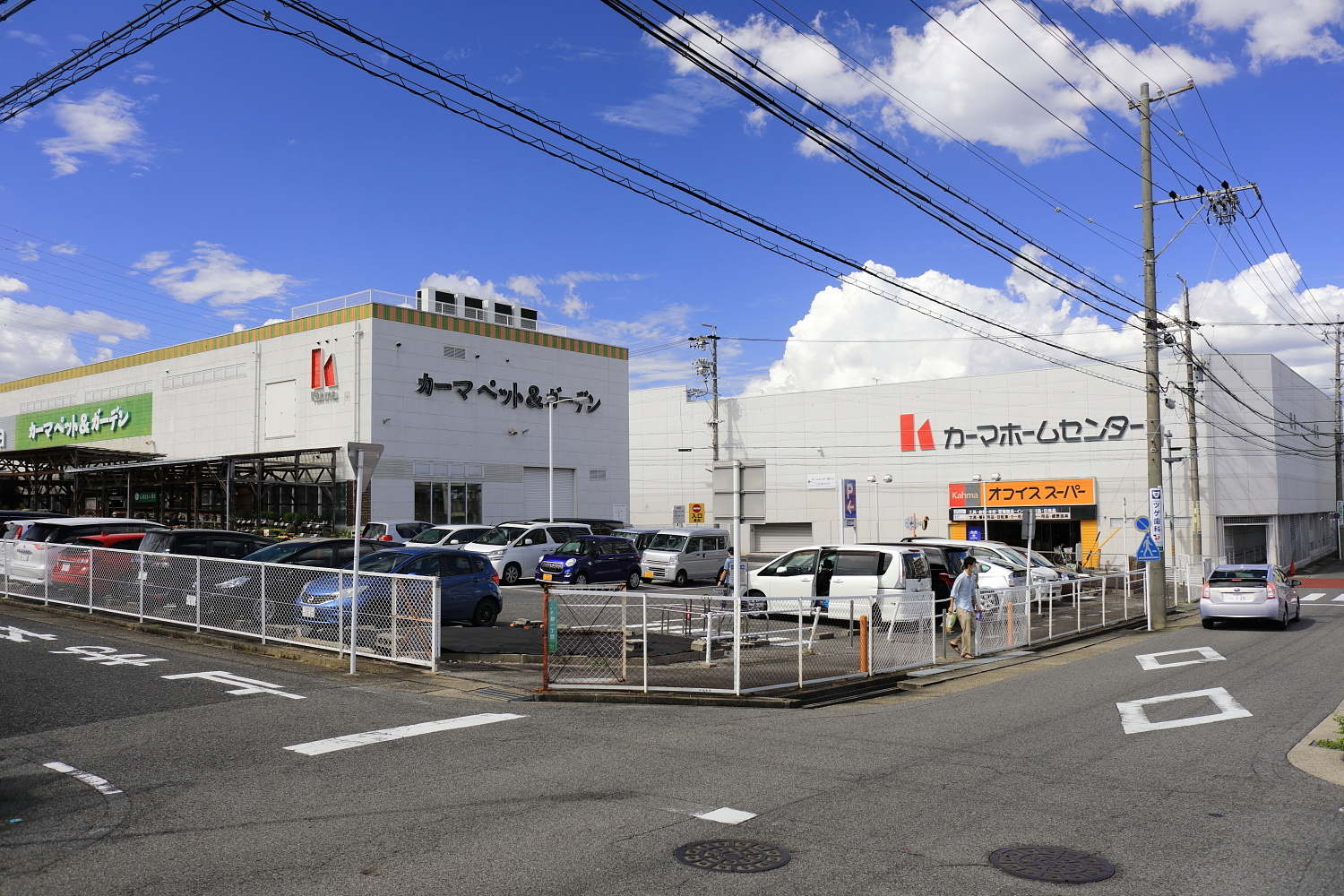
DCM鳴海店
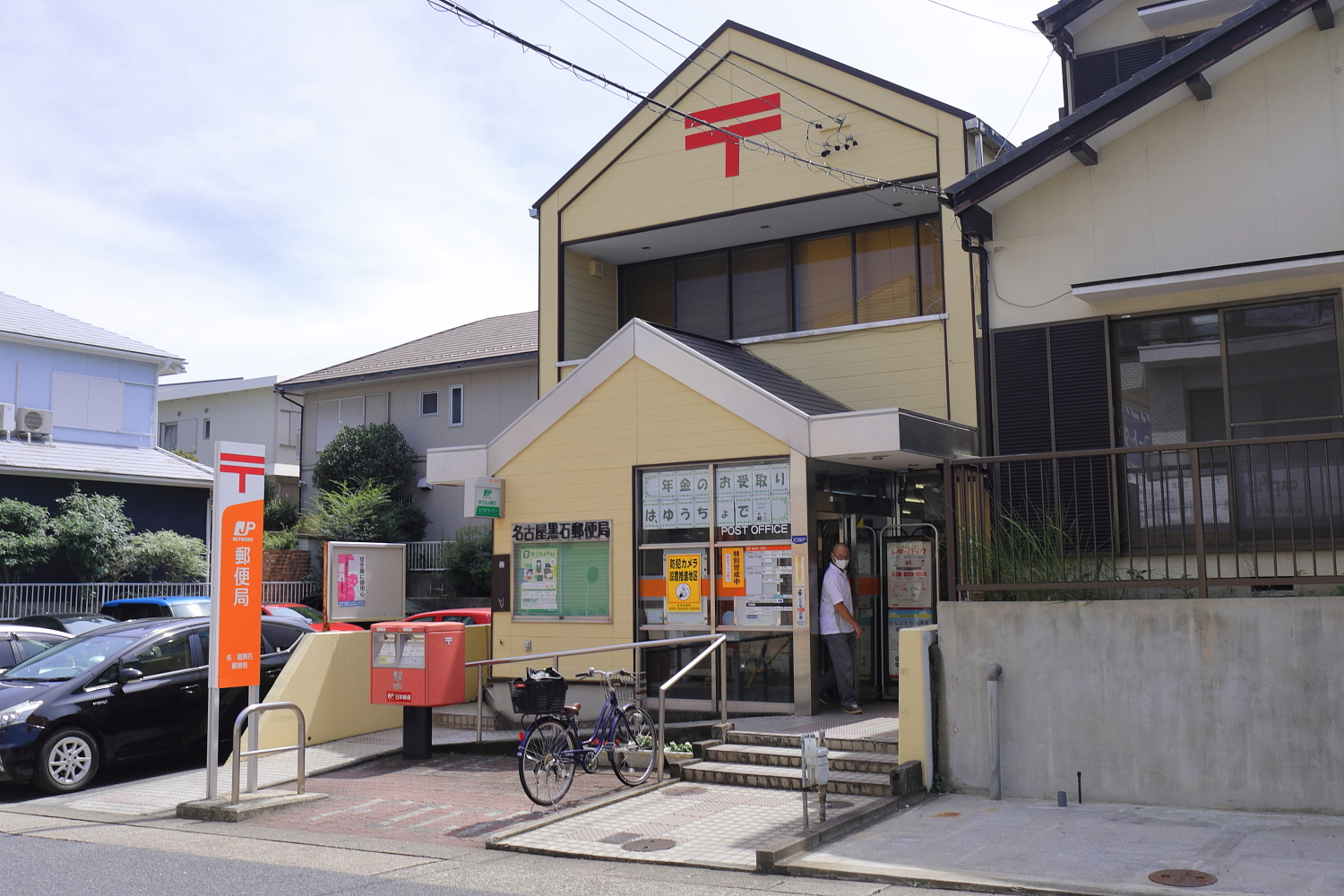
名古屋黒石郵便局
- 鳴丘東公園

1983年（昭和58年）4月1日供用開始。
- 乗鞍緑地

1983年（昭和58年）4月1日供用開始。
- 乗鞍北公園

1989年（平成元年）4月1日供用開始。
- DCM鳴海店
- 名古屋黒石郵便局

### 乗鞍二丁目

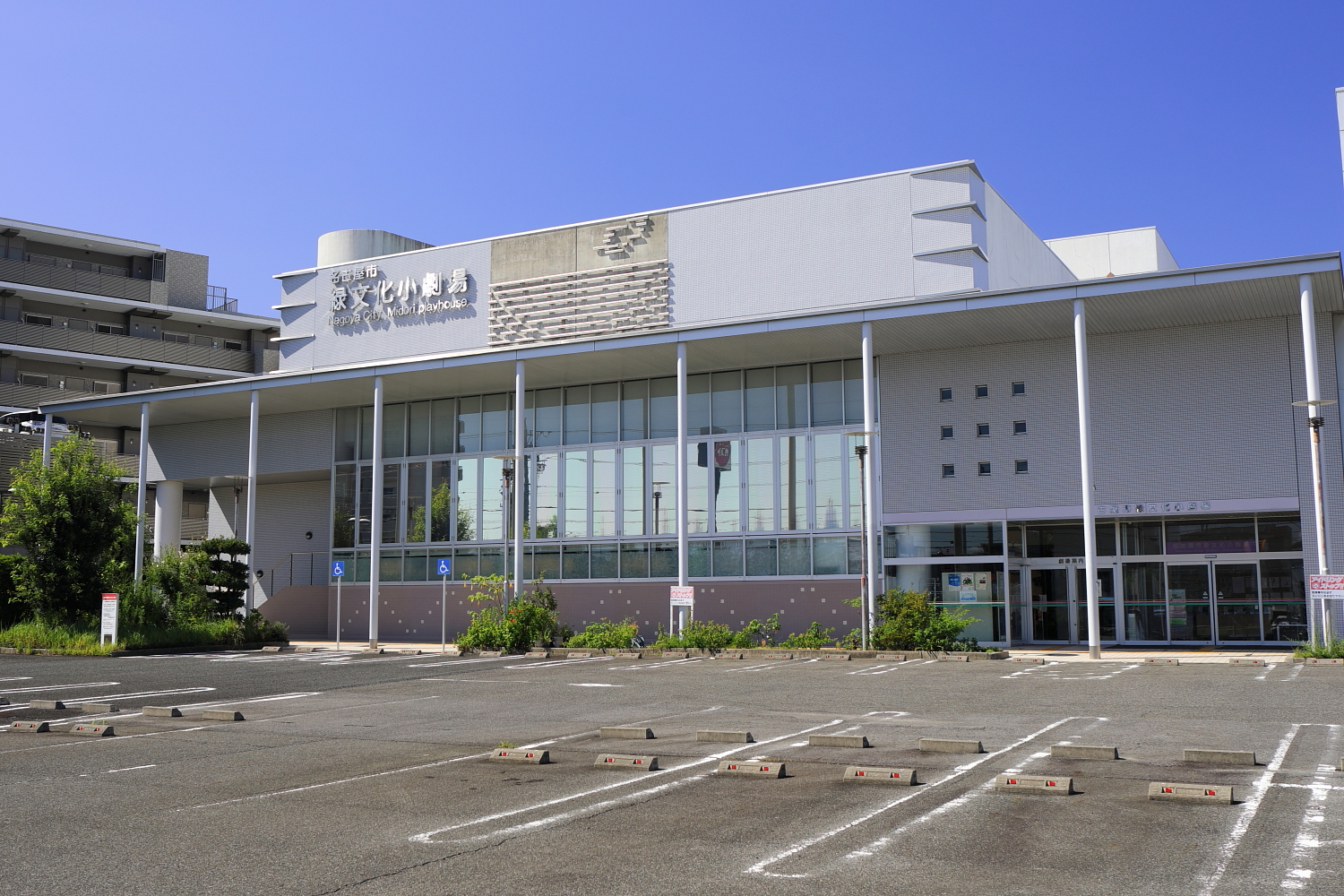
名古屋市緑文化小劇場
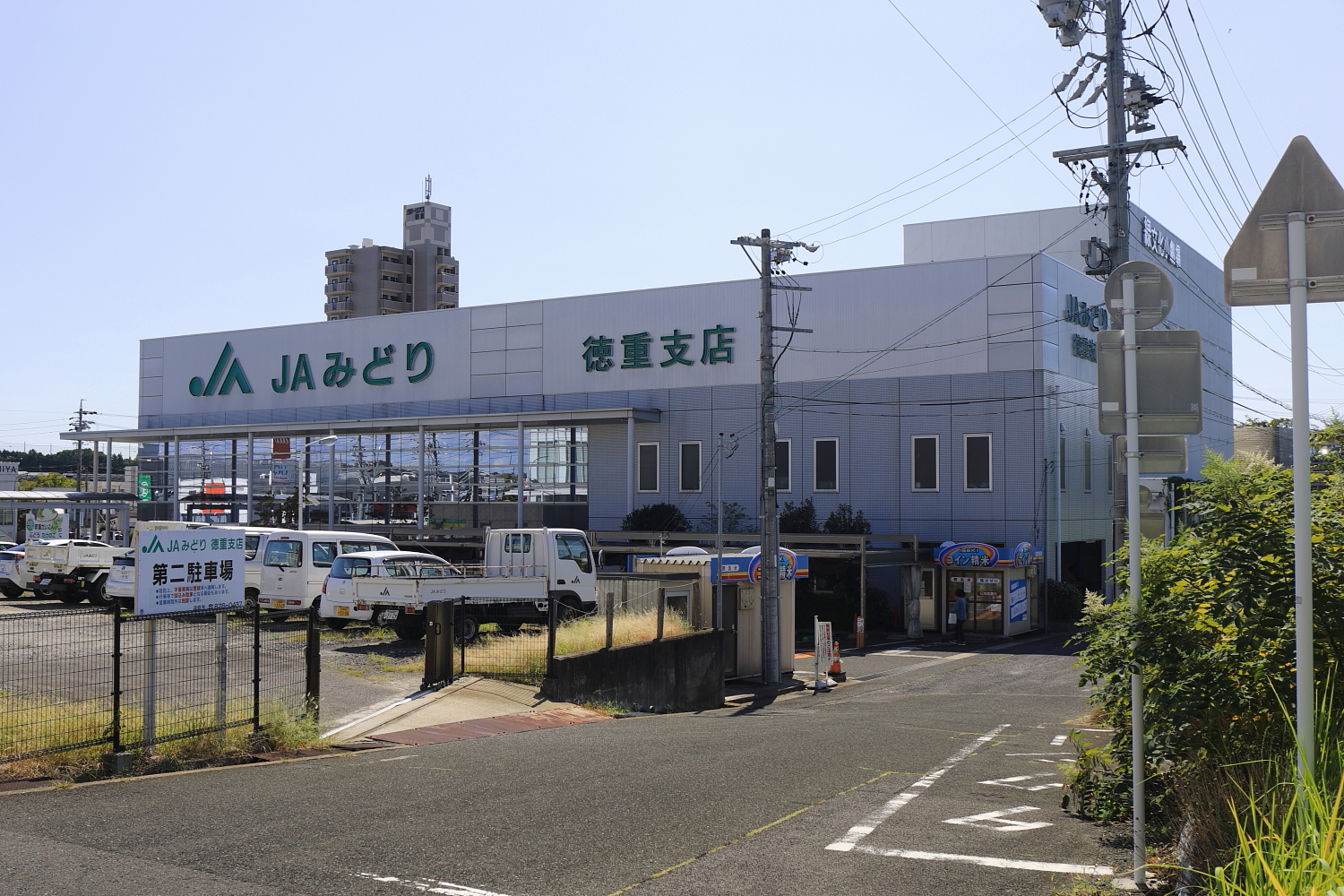
JAみどり徳重支店
- 要池南公園

1983年（昭和58年）4月1日供用開始。
- 要池公園

1992年（平成4年）2月21日供用開始。
- 名古屋市緑文化小劇場
- JAみどり徳重支店

### 乗鞍三丁目

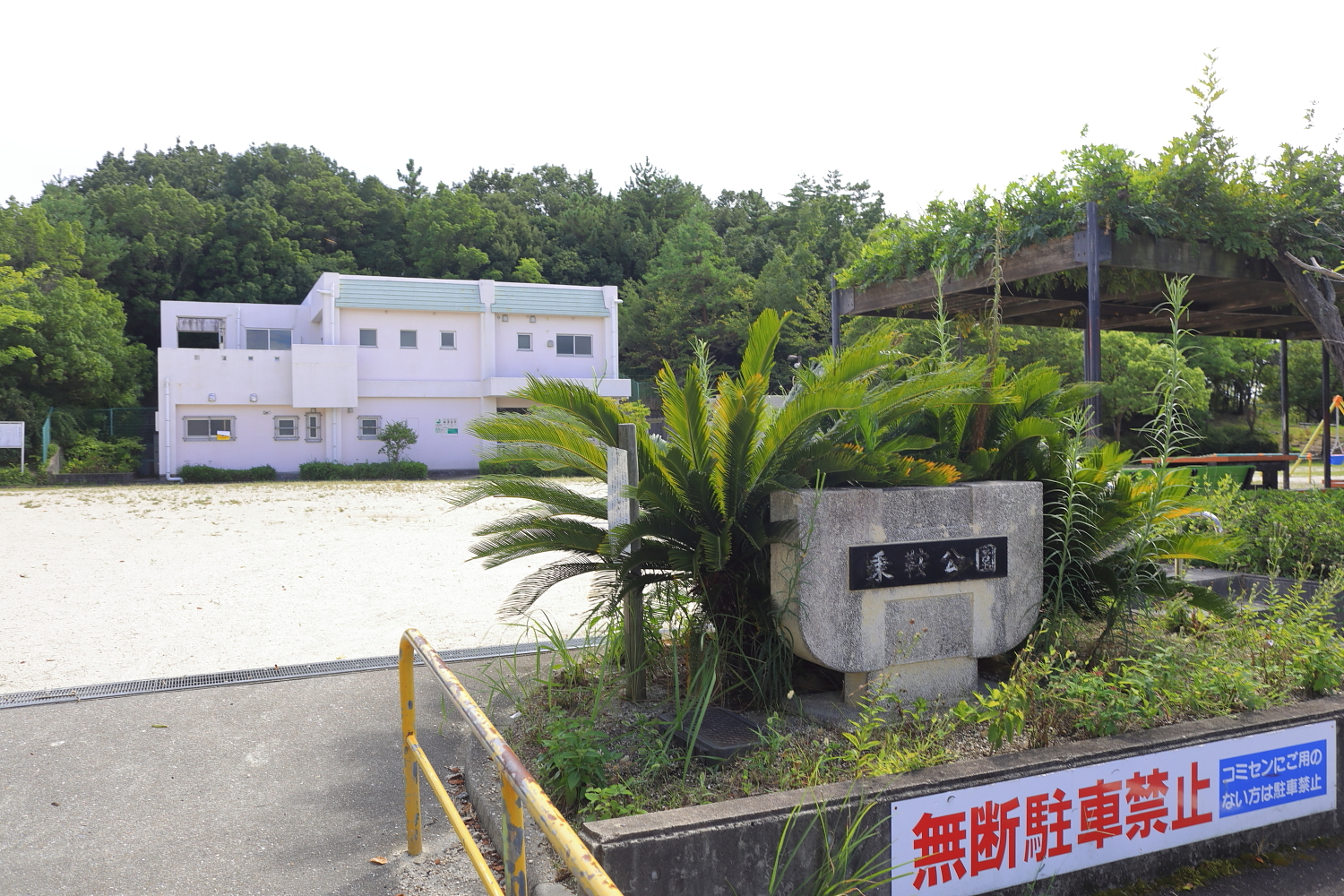
乗鞍公園
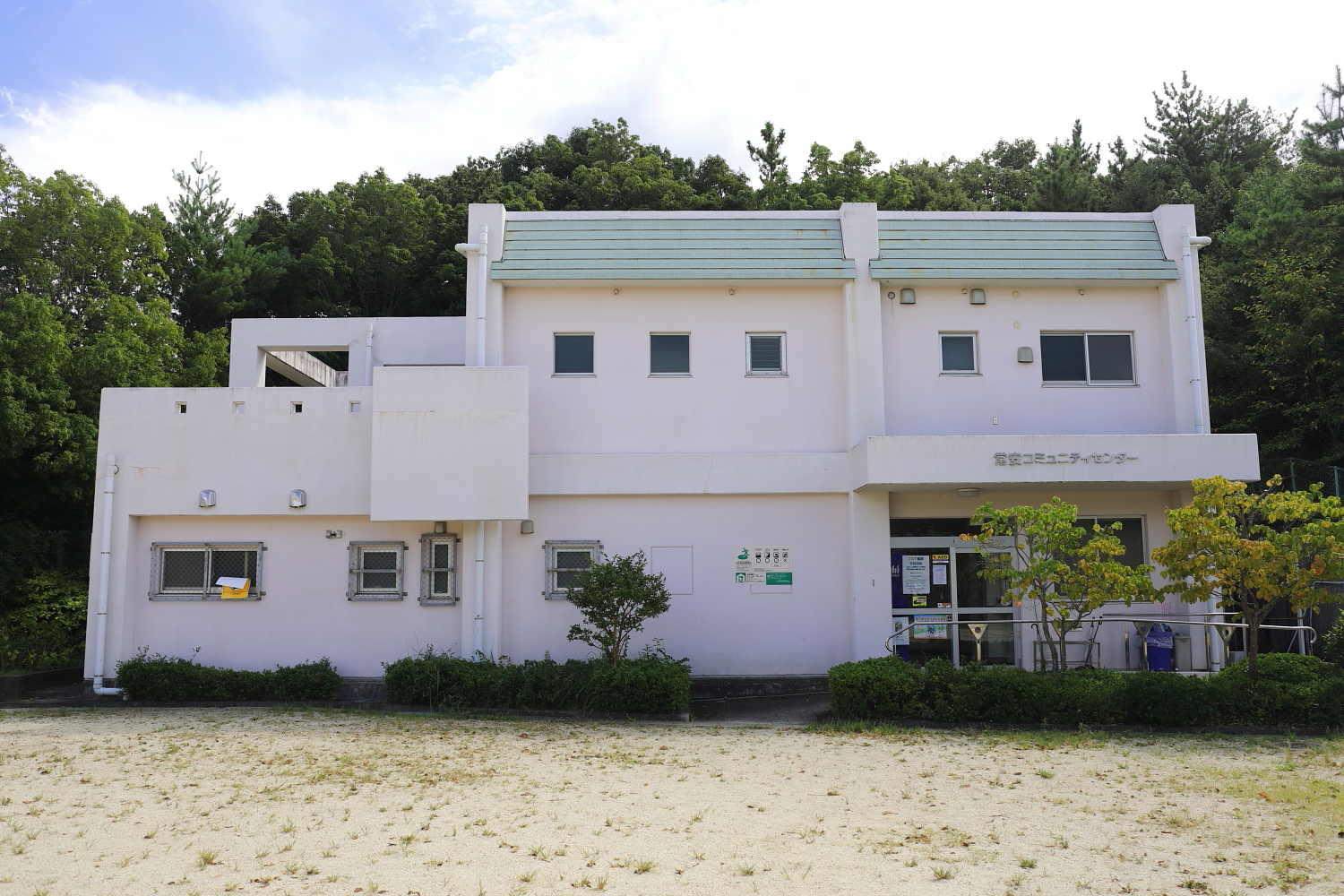
常安コミュニティセンター

1992年（平成4年）4月1日供用開始。
- 常安コミュニティセンター

- 乗鞍公園
- 常安コミュニティセンター

## 交通

### 鉄道
- 名古屋市営地下鉄桜通線 徳重駅

### 道路
- 愛知県道36号諸輪名古屋線
- 愛知県道56号名古屋岡崎線（東海通）
- 愛知県道220号阿野名古屋線（上記2路線と重複）

## その他

### 日本郵便
- 郵便番号 : 458-0004[WEB 3]（集配局：緑郵便局[WEB 15]）。

### WEB
1. ↑  “愛知県名古屋市緑区の町丁・字一覧”.   人口統計ラボ. 2019年3月31日閲覧。
2. 1 2  “町・丁目(大字)別、年齢(10歳階級)別公簿人口(全市・区別)”.   名古屋市 (2019年3月20日). 2019年3月21日閲覧。
3. 1 2  “郵便番号”.  日本郵便. 2019年3月17日閲覧。
4. ↑  “市外局番の一覧”.   総務省. 2019年1月6日閲覧。
5. ↑  名古屋市役所市民経済局地域振興部住民課町名表示係. “名古屋市緑区の一部で町名・町界変更を実施(平成20年11月1日実施)”.   名古屋市. 2019年3月18日閲覧。
6. ↑  名古屋市役所市民経済局地域振興部住民課町名表示係 (2017年10月2日). “名古屋市緑区の一部で町名・町界整理を実施（平成29年11月11日実施）”.   名古屋市. 2019年3月18日閲覧。
7. ↑  総務省統計局 (2014年3月28日). “平成7年国勢調査の調査結果(e-Stat) - 男女別人口及び世帯数 －町丁・字等”. 2019年3月23日閲覧。
8. ↑  総務省統計局 (2014年5月30日). “平成12年国勢調査の調査結果(e-Stat) - 男女別人口及び世帯数 －町丁・字等”. 2019年3月23日閲覧。
9. ↑  総務省統計局 (2014年6月27日). “平成17年国勢調査の調査結果(e-Stat) - 男女別人口及び世帯数 －町丁・字等”. 2019年3月23日閲覧。
10. ↑  総務省統計局 (2012年1月20日). “平成22年国勢調査の調査結果(e-Stat) - 男女別人口及び世帯数 －町丁・字等”. 2019年3月23日閲覧。
11. ↑  総務省統計局 (2017年1月27日). “平成27年国勢調査の調査結果(e-Stat) - 男女別人口及び世帯数 －町丁・字等”. 2019年3月23日閲覧。
12. ↑  “市立小・中学校の通学区域一覧”.   名古屋市 (2018年11月10日). 2019年1月14日閲覧。
13. ↑  “平成29年度以降の愛知県公立高等学校（全日制課程）入学者選抜における通学区域並びに群及びグループ分け案について”.   愛知県教育委員会 (2015年2月16日). 2019年1月14日閲覧。
14. 1 2 3 4 5 6  “都市公園の名称、位置及び区域並びに供用開始の期日” (2019年5月1日). 2019年11月3日閲覧。
15. ↑  “郵便番号簿 2018年度版” (PDF).   日本郵便. 2019年3月31日閲覧。

### 書籍
1. 1 2 3  名古屋市計画局 1992, p. 862.
2. ↑  “緑区の町名一覧”.   名古屋市 (2015年10月21日). 2019年3月31日閲覧。
3. ↑  角川日本地名大辞典」編纂委員会 1989, p. 1526.
4. ↑  名古屋市計画局 1992, p. 644.
5. ↑  榊原邦彦 2020, p. 164.